# Каликіно (Грачовський район)
Ка́ликіно (рос. Каликино) — селище у складі Грачовського району Оренбурзької області, Росія.

## Населення
Населення — 102 особи (2010; 133 у 2002).
Національний склад (станом на 2002 рік):
- чуваші — 44 %
- росіяни — 42 %